# Euarche cristata
Euarche cristata is een borstelworm uit de familie Acoetidae. Het lichaam van de worm bestaat uit een kop, een cilindrisch, gesegmenteerd lichaam en een staartstukje. De kop bestaat uit een prostomium (gedeelte voor de mondopening) en een peristomium (gedeelte rond de mond) en draagt gepaarde aanhangsels (palpen, antennen en cirri).
Euarche cristata werd in 2008 voor het eerst wetenschappelijk beschreven door Núñez in Palmero, Martínez, Brito & Núñez.